# Classopollis
Genre
Classopollis est le nom de genre donné aux pollens de la famille aujourd’hui éteinte des Cheirolepidiaceae appartenant à l'embranchement des conifères (Pinophytes).

## Description
La morphologie de la paroi externe (exine) des Classopollis montre une grande variabilité qui :
- témoigne de la faculté d'adaptation de ces pollens et des Conifères qui les portent à des milieux continentaux très variés ;
- permet de différencier un grand nombre d'espèces, qui sont de bons indicateurs des variations des paléoclimats en particulier au Jurassique et au Crétacé[2].

## Âge
Les Classopollis sont présents durant l’ère Mésozoïque avant de disparaître au début de l'ère Cénozoïque,.

## Liste des espèces
Selon GBIF (30 octobre 2024) :
- Classopollis alexi Burger, 1965
- Classopollis anasillos Filatoff, 1975
- Classopollis brasiliensis Herngreen, 1975
- Classopollis chateaunovii Reyre, 1970
- Classopollis classoides Pflug, 1953
- Classopollis indicus Maheshwari, 1974
- Classopollis intrareticulatus Volkheimer, 1972
- Classopollis klausi Boltenhagen, 1976
- Classopollis maljawkineae Boltenhagen, 1976
- Classopollis meyeriana de Jersey, 1973
- Classopollis minor Pocock & Jansonius, 1961
- Classopollis perplexus Boltenhagen, 1976
- Classopollis pflugii Pocock & Jansonius, 1961
- Classopollis senegalensis Reyre, 1970
- Classopollis simplex Reiser & Williams, 1969
- Classopollis torosus Burger, 1965
- Classopollis triangularis Lei, 1981

## Systématique
Le nom correct complet (avec auteur) de ce taxon est Classopollis Pflug (d), 1953.
Classopollis a pour synonymes :
- Canalopollis H.D.Pflug, 1953
- Circulina V.S.Maljavkina, 1949
- Circumpollis H.D.Pflug, 1953
- Corollina V.S.Maljavkina, 1949
- Gliscopollis B.S.Venkatachala, 1966
- Monilapollis L.C.Chang, 1963
- Pagiophyllumpollenites L.C.Chang, 1963